# Polonia Poznań
Polonia Poznań – klub piłkarski założony w 1921 r., mający siedzibę w Poznaniu, w dzielnicy Główna.
Niegdyś klub wielosekcyjny, dziś wyłącznie piłkarski - sekcja męska występuje w sezonie 2023/2024 w klasie okręgowej w grupie wielkopolskiej II, a sekcja kobieca powstała w 2009 roku, występuje w Ekstralidze od sezonu 2018/2019 i ma swoje rezerwy w lidze 3.

## Historia
- W listopadzie 1921 roku, w mieszkaniu pana Bakosia przy ul. Głównej, odbyło się pierwsze zebranie organizacyjne, podczas którego powołano Towarzystwo Sportowe Polonia. W skład pierwszego zarządu weszli: Antoni Ryszczyński - wybrany pierwszym prezesem, Józef Kaczmarek, Marian Lewandowicz i Józef Adamski. Młodzież rekrutowała się głównie z byłych członków "Sokoła".
- Jeszcze w tym samym roku przystąpiono do urządzania pierwszego boiska, pod lasem, w pobliżu, gdzie przez wiele lat znajdowały się Poznańskie Zakłady Koncentratów Spożywczych "Amino". Teren ten 18 lat później miał zapoczątkować martyrologię poznaniaków. Tu bowiem Niemcy wnieśli osławiony obóz wysiedleńczy do tzw. generalnego gubernatorstwa.
- W 1922 roku, po opracowaniu statutu i przystąpieniu do związku piłkarskiego Polonia zainaugurowała rozgrywki w klasie "C".

Klub wzbudza coraz większe zainteresowanie, a co ofiarniejsi mieszkańcy Głównej niosą klubowi pomoc finansową. Byli wśród nich: dr Krysiński, Pelagia Sorcz (Wiśniewska), Stanisław Oporowski, Jan Adamski Błoch, ks. Chilomer, Jan i Marcin Gogaczowie oraz wielu innych. Pozwala to na utworzenie w klubie sekcji lekkoatletycznej i bokserskiej.
- W 1925 roku Polonia wchłania trzy powstałe w międzyczasie kluby Wandę, Przebój i Wisełkę. Przejęcie dodatkowego sprzętu sportowego i zasilenie składu nowymi zawodnikami pozwala wywalczyć awans do klasy "B".

Coraz silniejsza jest też sekcja lekkoatletyczna, a jej wyróżniającym się zawodnikiem jest średniodystansowiec Alojzy Teska.
- W 1931 roku, Polonia wywalcza w turnieju finałowym o wejście do klasy "A", ale awansu nie uzyskała.
- W 1937 roku, klub występuje już w nowo utworzonej lidze okręgowej, a wyróżniającym się zawodnikiem jest Teodor Juskowiak. powołany do reprezentacji Poznania.

W międzyczasie zarząd klubu wraz z zawodnikami i przy wydatnej pomocy miejscowego społeczeństwa urządza nowe, bardziej dogodne boisko w pobliżu magazynów chemicznych.

### wszystkie sezony Polonii Poznań w latach 1921-1938/39
| - 1921 - powstanie klubu - 1922 - Kl.-C (inauguracja rozgrywek) - 1922 - - 1923 - - 1924 - - 1925 - - 1926 - Kl.-C - 1927 - - 1928 - Kl.-B - 1929 - | - 1930 - Kl.-B - 1931 - Kl.-B - 1932 - Kl.-B - 1933 - Kl.-B - 1934 - Kl.-B - 1934/35 - Kl.-B - 1935/36 - - 1936/37 - Kl.-A (III) - 1937/38 - Liga Okręgowa - \| 5 miejsce, 10 meczów, 7 punktów, bramki 17-38 -21 - 1938/39 - Liga Okręgowa - \| 5 miejsce, 12 meczów, 9 punktów, bramki 17-31 -14 |

- W latach okupacji niemieckiej 1939–1945 drużyna Polonii nie przerywa działalności. W tajemnicy przed władzami, a przede wszystkim przed Niemcami coraz liczniej osiedlającymi się przy Głównej, rozgrywane są mecze z drużynami Śródmieścia, Jeżyc, a nawet Górczyna. Nie odosobnione są przypadki, kiedy grający zmuszeni są uciekać, forsując rzekę Wartę.

przy ul. Harcerskiej.
- W 1947 roku, poza piłką nożną działają już sekcje: bokserska, koszykówki, lekkoatletyczna, i siatkówki. Drużyna żeńska siatkarek pod okiem
- Już 29 marca 1945 na pierwszym zebraniu konstytucyjnym wybrano nowy zarząd KS Polonia w składzie: Marian Jankowski - prezes, Marian Sroka, Władysław Jankowski, Wacław Murczak, Stanisław Jackowski, Pelagia Sorcz (Wiśniewska), Alfons Brodowski, Stanisław Waligórski, Adam Samolczyk, Teofil Fitzner, Franciszek Magdziarz i Teofil Zbąszyniak. Klub zostaje zgłoszony do POZPN, a władze miasta przydzielają Polonii teren na boisko Wandy Dziubałówny odnosi wiele cennych zwycięstw.
- W 1948 sukces osiąga drużyna juniorów zdobywając Mistrzostwo Okręgu, a głównymi rywalami były drużyny Lecha, Warty i Dębu
- Rok 1949 był dla wielu klubów przełomowym. W trudnej sytuacji znalazły się zwłaszcza kluby małe, głównie jednosekcyjne, piłkarskie, ważne dla osiedlowych społeczności. Stalinowska unifikacja oznaczała dla nich często kres działalności, w wielu przypadkach nie udało im się niestety wznowić działalności po roku 1956. W takiej sytuacji znalazło się wiele klubów poznańskich takich jak: KS Grom (Naramowice, Szeląg), KS Brytania (Śródka), KS Odwar (Os. Warszawskie), KS Zjednoczeni (Jeżyce) i wiele innych. Polonii zaproponowano wejście w skład federacji UNIA-Chemik, ale drużyna piłkarska miała przenieść się na Starołękę.
- W 1950 Polonia weszła jednak do zrzeszenia "Spójnia", która wcześniej przejęła zespoły RKS San i KS Zjednoczonych. Spójnia w owym czasie poza sekcją piłkarską, posiadała silną sekcję pływacką, tenisową, bokserską i szachowa. Patronat nad piłkarzami sprawowały Poznańskie Zakłady Tytoniowe.

Nie był to szczęśliwy patronat, gdyż w ramach zrzeszenia, odgórnie z urzędu dwóch czołowych zawodników oddano do Spójni Gniezno.
- Na przełomie lat 1953/54, kiedy zaistniała możliwość przejścia do federacji "Stal" i tym samym pod opiekę największego zakładu pracy na Głównej - "Pometu" natychmiast z tego skorzystano. Klub przyjął nazwę Stal-Pomet.
- W 1955 drużyna piłkarska awansuje do III ligi (wówczas liga okręgowa), dobre wyniki osiąga sekcja bokserska i szermiercza.
- W 1956 z inicjatywy ostatniego zarządu Stal-Pomet zorganizowane zostało spotkanie mieszkańców Głównej oraz byłych działaczy KS Polonia z aktualnym zarządem klubu. W wyniku tego spotkania przywrócono dawną nazwę KS Polonia przy Zakładach Metalurgicznych "Pomet".
- 12 stycznia 1957 wybrano nowy zarząd i zatwierdzono statut KS Polonia przy ZM "Pomet". Prezesem klubu został Józef Matuszczak.
- W 1959 spaliła się klubowa hala sportowa, co ujemnie odbiło się na działalności sekcji bokserskiej i szermierczej. Sekcja bokserska początkowo przeprowadza się do sali WSWF w dzisiejszym parku Wilsona (daw. Kasprzaka), a następnie zawiesiła działalność. Piłkarze natomiast bezdyskusyjnie wygrali Ligę Okręgową, wyprzedzając o 6 punktów Prosnę Kalisz i przystąpili do eliminacji o wejście do II ligi. W grupie eliminacyjnej, w której za przeciwników mieli Unię Gorzów Wielkopolski, Pafawag Wrocław i Lotnika Warszawa, Polonia zajęła ostatnie miejsce i nowym sezonie grała nadal w Lidze Okręgowej.

Wyniki Polonii uzyskane w eliminacjach:
- Polonia Poznań - Unia Gorzów Wielkopolski 3-5, Unia Gorzów Wielkopolski - Polonia Poznań 4-1
- Polonia Poznań - Pafawag Wrocław 3-3, Pafawag Wrocław - Polonia Poznań 4-1
- Polonia Poznań - Lotnik Warszawa 2-4, Lotnik Warszawa - Polonia Poznań 1-2

 tabela eliminacji 
| lp. | klub                     | mecze | punkty | bramki | bilans |
| --- | ------------------------ | ----- | ------ | ------ | ------ |
| 1.  | Unia Gorzów Wielkopolski | 6     | 8      | 15-11  | + 4    |
| 2.  | Pafawag Wrocław          | 6     | 7      | 13-9   | + 4    |
| 3.  | Lotnik Warszawa          | 6     | 6      | 9-8    | + 1    |
| 4.  | Polonia Poznań           | 6     | 3      | 12-21  | - 9    |

- W marcu 1964 w klubie powstaje sekcja rugby, która jak się później okazało przyniosła klubowi najwięcej zaszczytów.
- W 1965 prezesem klubu jest T. Sosnowski, a Polonia zrzesza 974 członków.
- W 1966 Polonia wraz z czołowymi zespołami ligi okręgowej, wchodzi w skład nowo powstałej ligi międzywojewódzkiej (wówczas III liga). Na tym szczeblu rozgrywek pozostaje tylko przez sezon 1966/67, zajmując XIV miejsce spada na powrót do ligi okręgowej (tym razem już IV ligi).
- Sezon 1967/68 jest jednak bardzo udany. Mistrzem okręgu zostaje co prawda Lech II Poznań, ale to Polonia wywalcza ponowny awans.
- Dwa kolejne sezony 1968/69 - XI miejsce, i 1969/70 - XIV miejsce, gra w lidze międzywojewódzkiej.
- W sezonie 1971/72 Polonia ponownie awansuje do ligi międzywojewódzkiej, tym razem jako Mistrz Okręgu.
- Sezon 1972/73 kończy na wysokim VII miejscu, jednak na skutek likwidacji ligi międzywojewódzkiej, następny sezon 1973/74 zaczyna w lidze okręgowej.
- W sezonie 1974/75 Polonia, ponownie zostaje Mistrzem Okręgu i staje do baraży o wejście do II ligi. Niestety w grupie barażowej gdzie przeciwnikami byli: Małapanew Ozimek, Odra Wrocław i CKS Czeladź, Polonia zajęła ostatnie miejsce. Awans wywalczył Małapanew Ozimek.

Wyniki Polonii uzyskane w eliminacjach:
- Polonia Poznań - Odra Wrocław 0-2
- Małapanew Ozimek - Polonia Poznań 6-1
- Polonia Poznań - CKS Czeladź 3-0
- Odra Wrocław - Polonia Poznań 4-0
- Polonia Poznań - Małapanew Ozimek 1-2
- CKS Czeladź - Polonia Poznań 3-1

 tabela eliminacji 
| lp. | klub             | mecze | punkty | bramki | bilans |
| --- | ---------------- | ----- | ------ | ------ | ------ |
| 1.  | Małapanew Ozimek | 6     | 11     | 19-7   | + 12   |
| 2.  | Odra Wrocław     | 6     | 7      | 14-8   | + 6    |
| 3.  | CKS Czeladź      | 6     | 4      | 10-17  | - 7    |
| 4.  | Polonia Poznań   | 6     | 2      | 6-17   | - 11   |

- W sezonach 1976/77 i 1977/78 Polonia ponownie występuje na szczeblu ligi międzywojewódzkiej, zajmując kolejno VIII i X miejsce.

To były już ostatnie większe sukcesy piłkarzy Polonii Poznań, co prawda w sezonie 1992/93 zdobyła jeszcze Mistrzostwo Okręgu, ale znaczenie ligi okręgowej było już niewielkie. 
- Od sezonu 2012/2013 występuje w klasie okręgowej w grupie: Poznań (wschód).
- Sezon 2013/14 kończy na 9 miejscu, zdobywając 31 punktów, przy stosunku bramkowym 38-62 -24.

### wszystkie sezony Polonii Poznań w latach 1945-2023/24
| - 1945 - - 1946 - - 1947 - - 1948 - Kl.-A gr. II \| 7. miejsce, w 18 meczach, 14 punktów, bramki 35-43 (+8) - 1949 - Kl.-A - 1950 - Kl.-A (występowała jako Spójnia i po połowie sezony była 6 miejscu) - 1951 - - 1952 - - 1953 - - 1954 - - 1955 - Kl.-A - 1956 - Liga Okręgowa (III) \| 7. miejsce, 22 mecze, 20 punktów, bramki 30-33 (-3) - 1957 - Liga Okręgowa (III) \| 2. miejsce, 22 mecze, 30 punktów, bramki 50-27 (+23) - 1958 - Liga Okręgowa (III) \| 5. miejsce, 22 mecze, 24 punkty, bramki 48-37 (+11) - 1959 - Liga Okręgowa (III) \| 1. miejsce, 22 mecze, 32 punkty, bramki 60-30 (+30) - 1960 - Liga Okręgowa (III) \| 6. miejsce, 22 mecze, 21 punktów, bramki 38-31 (+7) - 1960/61 - Liga Okręgowa (III) \| 3. miejsce, - 1961/62 - Liga Okręgowa (III) \| - 1962/63 - Liga Okręgowa (III) \| 5. miejsce, 30 meczów, 32 punkty, bramki 57-46 (+11) - 1963/64 - Liga Okręgowa (III) \| - 1964/65 - Liga Okręgowa (III) \| 7. miejsce, 22 mecze, 28 punktów, bramki 51-46 (+5) - 1965/66 - Liga Okręgowa (III) \| 4. miejsce, 24 mecze, 27 punktów, bramki 43-37 (+6) - 1966/67 - Liga Międzywojewódzka \| 14. miejsce, 30 meczów, 23 punkty, bramki 26-43 (-17) - 1967/68 - Liga Okręgowa (IV) \| 2. miejsce, - 1968/69 - Liga Międzywojewódzka \| 11. miejsce, 30 meczów, 25 punktów, bramki 27-30 (-3) - 1969/70 - Liga Międzywojewódzka \| 14. miejsce, 30 meczów, 25 punktów, bramki 23-32 (-9) - 1970/71 - Liga Okręgowa (IV) \| - 1971/72 - Liga Okręgowa (IV) \| 1. miejsce, - 1972/73 - Liga Międzywojewódzka \| 7. miejsce, 30 meczów, bramki 19-25 (-6) - 1973/74 - Liga Okręgowa (III) \| 5. miejsce, 38 meczów, 46 punktów, bramki 43-24 (+19) - 1974/75 - Liga Okręgowa (III) gr. II \| 1. miejsce, 26 meczów, bramki 65-14 (+51) - 1975/76 - Liga Okręgowa (III) gr. II \| 5. miejsce, 26 meczów, bramki 35-17 (+18) - 1976/77 - Liga Międzywojewódzka \| 8. miejsce, 24 mecze, 21 punktów, bramki 23-26 (-3) - 1977/78 - Liga Międzywojewódzka \| 11. miejsce, 26 meczów, 24 punkty, bramki 31-34 (-3) - 1978/79 - Liga Okręgowa (IV) \| 4. miejsce, 28 meczów, 34 punkty, bramki 35-18 (+17) - 1979/80 - Liga Okręgowa (IV) \| 3. miejsce, 30 meczów, 42 punkty, bramki 74-25 (+49) - 1980/81 - Liga Okręgowa (IV) \| 8. miejsce, 30 meczów, 30 punktów, bramki 57-38 (+19) - 1981/82 - Liga Okręgowa (IV) \| 13. miejsce, 26 meczów, 18 punktów, bramki 24-41 (-17) - 1982/83 - Kl.-A (V) \| | - 1983/84 - Liga Okręgowa (IV) \| 8. miejsce, 28 meczów, 27 punktów, bramki 50-57 (-7) - 1984/85 - Liga Okręgowa (IV) \| - 1985/86 - - 1986/87 - - 1987/88 - Liga Okręgowa (IV) \| 11. miejsce, 30 meczów, 29 punktów, bramki 35-38 (-3) - 1988/89 - Liga Okręgowa (IV) \| 5. miejsce, 30 meczów, 34 punkty, bramki 41-26 (+15) - 1989/90 - Liga Okręgowa (IV) \| 3. miejsce, 26 meczów, 29 punktów, bramki 38-28 (+10) - 1990/91 - Liga Okręgowa (IV) \| 3. miejsce, 26 meczów, 31 punktów, bramki 53-35 (+18) - 1991/92 - Liga Okręgowa (IV) \| 12. miejsce, 26 meczów, 19 punktów, bramki 29-41 (-12) - 1992/93 - Liga Okręgowa \| 1. miejsce, 28 meczów, 40 punktów, bramki 60-26 (+34) - 1993/94 - Liga Makroregionalna (IV)\| 12. miejsce, 30 meczów, 25 punktów, bramki 30-44 (-14) - 1994/95 - Liga Makroregionalna (IV)\| 7. miejsce, 36 meczów, 39 punktów, bramki 57-47 (+10) - 1995/96 - IV Liga (IV) \| 10. miejsce, 22 mecze, 17 punktów, bramki 25-47 (-22) - 1996/97 - - 1997/98 - - 1998/99 - - 1999/00 - - 2000/01 - Liga Okręgowa, gr. Poznań \| 15. miejsce, 30 meczów, 19 punktów, bramki 32-72 (-40) - 2001/02 - Kl.-A \| - 2002/03 - Kl. A, gr. Poznań I \| 3. miejsce, 20 meczów, 37 punktów, bramki 48-31 (+17) - 2003/04 - Kl. A, gr. Poznań III \| 1. miejsce, 26 meczów, 69 punktów, bramki 84-19 (+65) - 2004/05 - Klasa Okręgowa, gr. Poznań \| 16. miejsce, 30 meczów, 18 punktów, bramki 23-60 (-37) - 2005/06 - Kl. A, gr. Poznań I \| 1. miejsce, 26 meczów, 59 punktów, bramki 76-27 (+49) - 2006/07 - Klasa Okręgowa, gr. Poznań-wsch. \| 9. miejsce, 26 meczów, 31 punktów, bramki 38-46 (-8) - 2007/08 - Klasa Okręgowa, gr. Poznań-wsch. \| 12. miejsce, 26 meczów, 23 punkty, bramki 31-45 (-14) - 2008/09 - Klasa Okręgowa, gr. Poznań-wsch. \| 12. miejsce, 26 meczów, 24 punkty, bramki 33-45 (-12) - 2009/10 - Klasa Okręgowa, gr. Poznań-wsch. \| 13. miejsce, 26 meczów, 22 punkty, bramki 25-58 (-33) - 2010/11 - Kl. A, gr. Poznań I \| 2. miejsce, 26 meczów, 51 punktów, bramki 66-45 (+21) - 2011/12 - Kl. A, gr. Poznań I \| 1. miejsce, 26 meczów, 60 punktów, bramki 59-23 (+36) - 2012/13 - Klasa Okręgowa, gr. Poznań-wsch. \| 6. miejsce, 26 meczów, 36 punktów, bramki 45-45 (0) - 2013/14 - Klasa Okręgowa, gr. Poznań-wsch. \| 9. miejsce, 26 meczów, 31 punktów, bramki 38-62 (-24) - 2014/15 - Klasa Okręgowa, gr. Poznań-wsch. \| 5. miejsce, 26 meczów, 61 punktów, bramki 40-41 (-1) - 2015/16 - Klasa Okręgowa, gr. Poznań-wsch. \| 14. miejsce, 26 meczów, 15 punktów, bramki 27-59 (-32) - 2016/17 - Kl. A, gr. Poznań I \| 13. miejsce, 26 meczów, 24 punkty, bramki 35-58 (-23) - 2017/18 - Kl. B, gr. Poznań II \| 1. miejsce, 26 meczów, 74 punktów, bramki 140-17 (+123) - 2018/19 - Kl. A, gr. Poznań I \| 5. miejsce, 26 meczów, 42 punkty, bramki 56-50 (+6) - 2019/20 - Kl. A, gr. wielkopolska IX \| 3. miejsce, 13 meczów, 26 punktów, bramki 40-24 (+16) - 2020/21 - Kl. A, gr. wielkopolska III \| 2. miejsce, 26 meczów, 61 punktów, bramki 114-30 (+84) - 2021/22 - Klasa Okręgowa, gr. wielkopolska III \| 7. miejsce, 30 meczów, 45 punktów, bramki 62-62 (0) - 2022/23 - Klasa Okręgowa, gr. wielkopolska IV \| 3. miejsce, 30 meczów, 61 punktów, bramki 83-53 (+30) - 2023/24 - Klasa Okręgowa, gr. wielkopolska II \| 6. miejsce, 30 meczów, 47 punktów, bramki 69-59 (+10_ |

## Sukcesy

### Sekcja męska
- występy w III lidze (5 sezonów): 1966/67, 1968/69, 1972/73, 1976/77, 1977/78
- występy w Pucharze Polski (4 razy): - 1970/71 (II seria eliminacyjna), 1976/77 (I seria eliminacyjna), 1978/79 (I seria eliminacyjna), 1980/81 (III seria eliminacyjna)
- Mistrzostwo okręgu juniorów w 1948

### Sekcja żeńska
- pierwszy zespół występuje w ekstralidze kobiet (2018/2019)
- rezerwy występują w 3 lidze wielkopolskiej gr. poznańska

## Sekcja żeńska piłki nożnej

### Sezon po sezonie[1]
| sezon   | liga                     | poziom rozgrywek | pozycja | mecze | punkty | bramki        | zwycięstwa | remisy | porażki |
| ------- | ------------------------ | ---------------- | ------- | ----- | ------ | ------------- | ---------- | ------ | ------- |
| 2009/10 | II liga gr. wielkopolska | 3                | 1       | 10    | 26     | 42-7 (+35)    | 8          | 2      | 0       |
| 2010/11 | I liga gr. zachodnia     | 2                | 8       | 18    | 17     | 22-37 (-15)   | 4          | 5      | 9       |
| 2011/12 | I liga gr. północna      | 2                | 5       | 16    | 21     | 20-24 (-4)    | 6          | 3      | 7       |
| 2012/13 | I liga gr. północna      | 2                | 7       | 18    | 21     | 20-34 (-14)   | 6          | 3      | 9       |
| 2013/14 | I liga gr. północna      | 2                | 5       | 18    | 22     | 29-30 (-1)    | 6          | 4      | 8       |
| 2014/15 | I liga gr. północna      | 2                | 4       | 18    | 36     | 46-27 (+19)   | 11         | 3      | 4       |
| 2015/16 | I liga gr. północna      | 2                | 8       | 18    | 16     | 19-35 (-16)   | 4          | 4      | 10      |
| 2016/17 | I liga gr. północna      | 2                | 4       | 18    | 31     | 22-14 (+8)    | 9          | 4      | 5       |
| 2017/18 | I liga gr. północna      | 2                | 1       | 16    | 36     | 28-13 (+15)   | 11         | 3      | 2       |
| 2018/19 | Ekstraklasa              | 1                | 12      | 26    | 1      | 12-136 (-124) | 0          | 1      | 25      |
| 2019/20 | I liga gr. północna      | 2                | 12      | 11    | 1      | 5-42 (-37)    | 0          | 1      | 10      |

## Pozostałe sekcje
Nieistniejące:
- boks - jednym z czołowych zawodników był Jan Oleksiak
- lekkoatletyka
- rugby - pięciokrotny Mistrz Polski w rugby i czterokrotny Zdobywca Pucharu Polski w rugby. Najlepszymi rugbistami w historii klubu byli: Henryk Król, Zdzisław Kulczyński i Wojciech Perczyński.
- szachy
- szermierka